# Maaike de Waard
Maaike de Waard, née le 11 octobre 1996, est une nageuse néerlandaise, spécialiste de la nage libre, du dos et du papillon. Elle est médaillée d'or aux Jeux olympiques de la jeunesse de 2014 et médaillée de bronze aux championnats d'Europe 2020 chez les seniors.

## Carrière
Représentant les Pays-Bas aux Jeux olympiques de la jeunesse de 2014, elle remporte l'or sur le 50 m dos. Elle termine également 4e du 4 × 100 m nage libre — avec Kim Busch, Esmee Bos et Robin Neumann — et 5e du 100 m dos.
Deux ans plus tard, elle repart des championnats du monde en petit bassin 2016 avec deux médailles d'argent — sur le 4 × 50 m nage libre mixte et sur le 4 × 50 m nage libre féminin — et une de bronze — sur le 4 × 100 m nage libre féminin.
En 2017, Maaike de Waard remporte ses premières médailles internationales en individuel lors des championnats d'Europe en petit bassin avec le bronze sur le 50 m papillon et le 50 m dos. L'année suivante, elle est médaille d'argent sur le 4 × 50 m nage libre et le 4 × 50 m 4 nages mixte ainsi que le bronze sur le 4 × 50 m 4 nages féminin.
Lors des championnats d'Europe 2020, elle termine sur la troisième marche du podium du 50 m dos derrière sa compatriote Kira Toussaint et la Britannique Kathleen Dawson.

## Palmarès

### Championnats du monde

#### En petit bassin
- Championnats du monde en petit bassin 2016 à Windsor (Canada) :
  -  médaille d'argent du 4 × 50 m nage libre mixte
  -  médaille d'argent du 4 × 50 m nage libre féminin
  -  médaille de bronze du 4 × 100 m nage libre féminin
- Championnats du monde en petit bassin 2018 à Hangzhou (Chine) :
  -  médaille d'argent du 4 × 100 m nage libre
  -  médaille d'argent du 4 × 50 m nage libre
  -  médaille d'argent du 4 × 50 m 4 nages
  -  médaille de bronze du 4 × 50 m 4 nages

### Championnats d'Europe

#### En grand bassin
- Championnats d'Europe 2020 à Budapest (Hongrie) :
  -  médaille de bronze sur 50 m dos

#### En petit bassin
- Championnats d'Europe en petit bassin 2017 à Copenhague (Danemark) :
  -  médaille de bronze du 50 m dos
  -  médaille de bronze du 50 m papillon

### Jeux olympiques de la jeunesse
- Jeux olympiques de la jeunesse de 2014 à Nankin (Chine) :
  -  médaille d'or du 50 m dos